# Monument funéraire de Cartellier-Heim
Le monument funéraire de Cartellier-Heim est un monument funéraire remarquable du cimetière du Père-Lachaise. Située dans la 53e division, la sépulture contient la dépouille de l'orfèvre et sculpteur français Pierre Cartellier (1757-1831). Le monument a été classé aux monuments historiques par un arrêté du 25 janvier 1990.

## Description
Tombeau quadrangulaire orné d'un buste et bas-relief par Louis Petitot et de six statuettes : L'Amitié par Petitot, La Gloire par Lemaire, Le Talent et la Modestie par Seurre, La Sagesse par Dumont, La Bonté par Rude.
Le tombeau comporte l'inscription :
statuaire,

membre de l'Institut,

chevalier

de la légion d'honneur

et de l'ordre de Saint Michel,

né à Paris en MDCCLVII,

mort en MDCCCXXXI

## Galerie

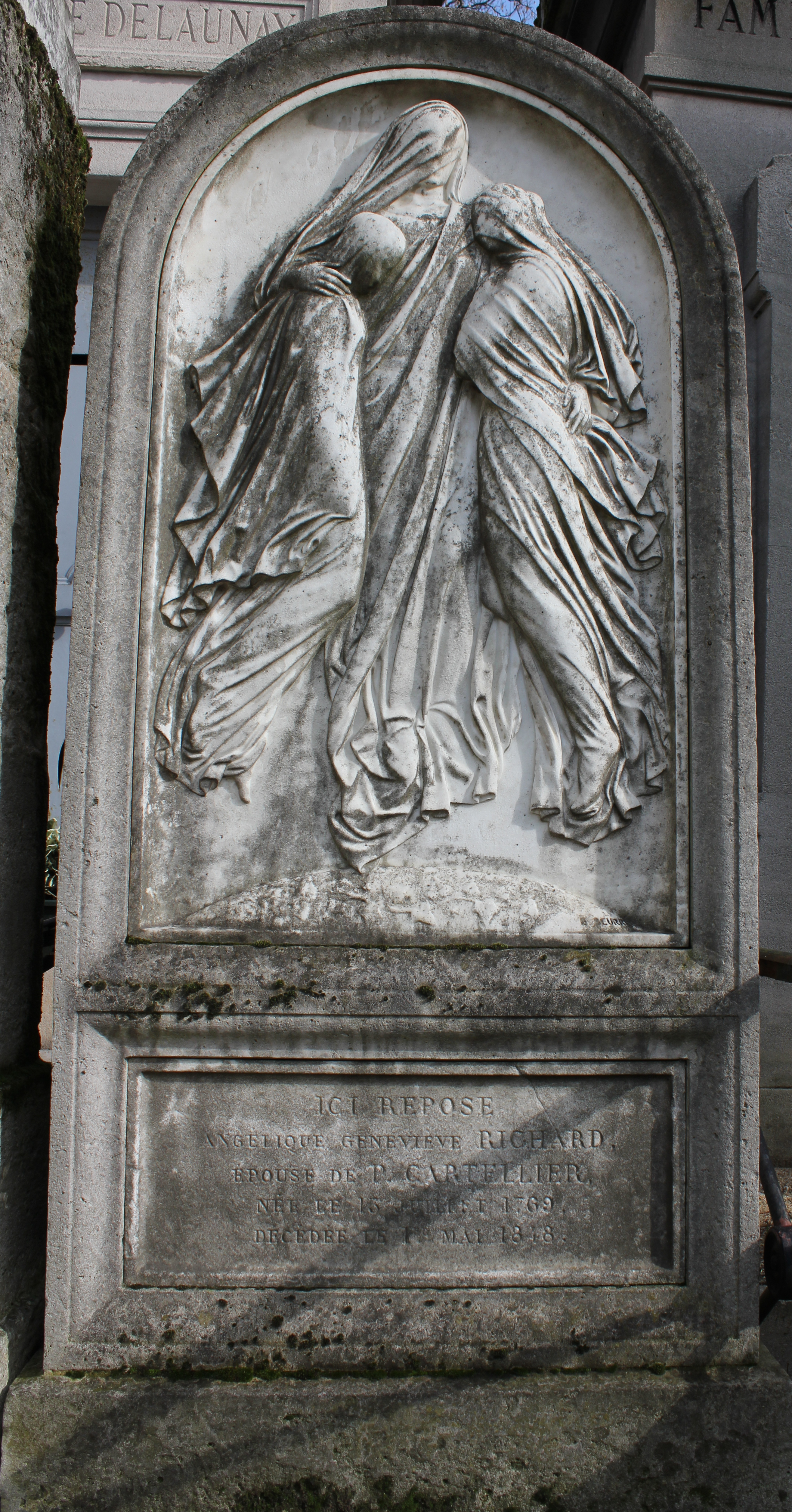
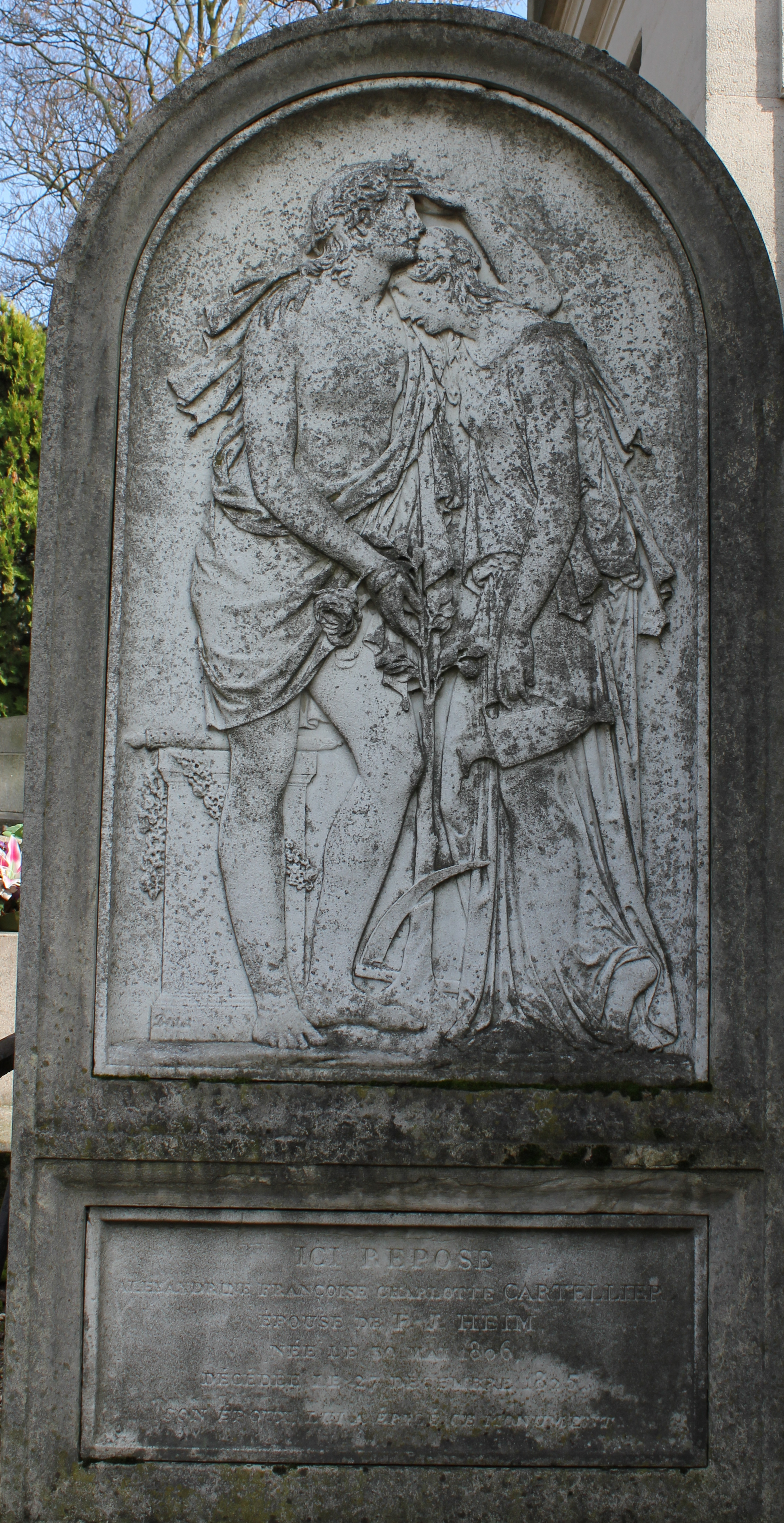
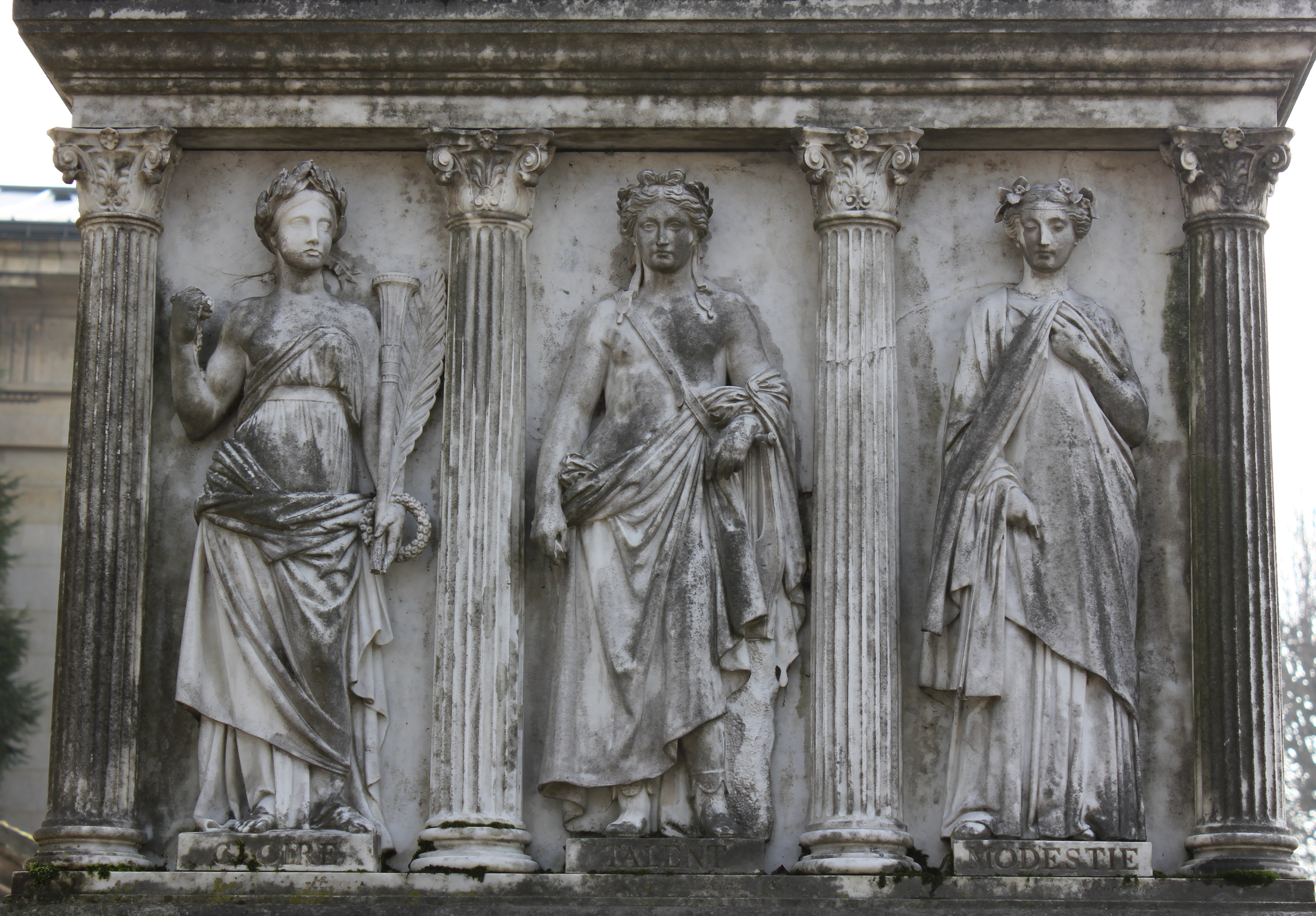